# Mormonleaks
Mormonleaks (dříve také Mormonwikileaks) je skupina hackerů, která cíleně zveřejňuje interní dokumenty a materiály o Církvi Ježíše Krista Svatých Posledních dnů, tedy početně největší mormonské církvi na světě. V roce 2016 a 2017 zveřejnila řadu zvukových nahrávek z interních porad celosvětového vedení církve a také některé dokumenty, jež ukazují na výši finančních kompenzací, které nejvyšší církevní autority dostávají.

## 2016
V průběhu roku 2016 vydaly Mormonleaks množství dokumentů i videí.

### Videa z diskuzí Generálních autorit
Mormonleaks vydaly sérii 15 videí, které pocházely z pravidelných porad a setkání nejvyšších autorit CJKSPD. Zveřejnění zaznamenaly například New York Times nebo Salt Lake Tribute.

#### Lékařská marihuana
Jedním z témat, o nichž apoštolové CJKSPD diskutují, se týká lékařského užívání marihuany. Apoštol Russel M. Nelson ve videu podotkne, že při jednom z jeho setkání se členy se jednalo o první otázku, což se dle jeho slov "nikdy předtím nestalo". Apoštol Boyd K. Packer mimo kontext vypráví příběh o uživateli metamfetaminů, kterému zbyl v ústech pouze 1 zub. Apoštol L. Tom Perry podotýká, jak absurdní by bylo povolit lékařské kouření marihuany a přitom zakazovat kouření tabáku.

#### Wikileaks
Apoštolové ve videu poslouchají prezentaci o Wikileaks. Jsou kladeny otázky ohledně toho, zda zveřejňování tajných materiálů ohrožuje demokracii. Zakladatel serveru Wikileaks je popisován jako "anarchista". Apoštolové se taktéž zajímají o informátora Wikileaks, Bradleyho Manninga. Apoštol Dallin H. Oaks se zajímá o to, zda v mainstreamových médiích zazněla informace pro veřejnost, že Bradley Manning je homosexuál. Po kladné odpovědi sdělí své obavy o tom, že média záměrně zamlčují všechny události, které by mohly na homosexuály vrhnout špatné světlo. Apoštol M. Russel Ballard se dotazuje, zda je Julian Assange také gay.

## 2017
V lednu 2017 byla skupinou Mormonleaks zveřejněna sada 4 dokumentů ve formátů pdf. Zveřejnění zaznamenal například deník Salt Lake Tribune nebo Deseret News.

### Kompenzace Henryho B. Eyringa
První z uniklých dokumentů pochází původně z roku 2000. Vyčísluje finanční kompenzace, které Henry B. Eyring jako apoštol CJKSPD měsíčně získal. Podle údajů měl finanční zisk okolo 85 000 dolarů za rok. V této sumě nejsou započteny kompenzace na finanční péči, náklady na dopravu (včetně nároku na 2 auta, která jsou proplácena z peněz církve) ani výdělky z pozice člena předsednictva některé z mnohých společností, vlastněných Církví Ježíše Krista Svatých Posledních dnů.

### KompenzaceGenerálních autorit
Druhým uniklým dokumentem je dopis pro člena prvního Kvora 70 (jehož členové jsou církví považováni za tzv. generální autority). V něm mu předsedající biskupstvo CJKSPD sděluje, že došlo k navýšení životních kompenzací pro Generální autority (mezi něž patří prorok, jeho rádci, Kvorum apoštolů, biskupstvo a dvě kvora sedmdesátníků). Dopis sděluje, že v roce 2014 činí finanční kompenzace 120 000 dolarů za rok.

### Kalendář apoštola Dallina H. Oakse
Třetím z uniklých dokumentů je soubor naskenovaných stránek z prosince roku 2000, zaznamenávajících především obsah setkání a porad, které apoštol Dallin H. Oaks v prosinci měl. Součástí dokumentu jsou i krátká shrnutí schůzek, které se zabývaly například neposlušnými misionáři, dětmi hrajícími si u chrámu na náměstí v Salt Lake City nebo církevními učebnicemi, jež byly poslány na korelační oddělení ke kontrole.

### Zpráva o chrámech Církve Ježíše Krista Svatých Posledních dnů
Čtvrtým dokumentem je naskenovaná zpráva o chrámech CJKSPD z roku 2003, kde jsou projednávány stavby nových chrámů. U kapitoly se stavebními úpravami chrámů jsou taktéž uvedeny přibližné ceny. Například úpravy chrámu v Navoo byly vyčísleny na 270 000 dolarů, nová výzdoba chrámu na Filipínách (nová zrcadla, nové obrazy, nové květiny, ...) vyčíslena na téměř 300 000 dolarů a rozšíření pozemku brazilského chrámu vyčísleno na 850 000 dolarů.